# Lanzell (Menorca)
Lanzell és un lloc de Menorca situat al terme del Mercadal.

## Nom
La grafia del nom fluctua entre Lanzell, que és l'establerta pel NOTIB i altres autoritats en matèria de toponímia, Alanzell i l'Enzell.
Al segle xiii apareix escrit amb les grafies Alinzil el 1290 i Alinçell el 1289. El topònim prové de l'àrab al-inzal (àrab: الإِنْزَال), que també és l'origen del mot aranzel, i que faria referència a la renda que calia pagar pel lloguer de la propietat. Té el mateix origen que la possessió de Lanzell de Mallorca.

## Localització
Lanzell és situat dins el terme del Mercadal, al vessant est del Puig del Toro, on també es troba la Font de Lanzell.
A les terres de Lanzell se situen els llocs d'interès arqueològic des Caragol, dit també turó fortificat de Lanzell, i l'assentament de sa Muntanya (vegeu la llista de zones arqueològiques des Mercadal).